# Katie Morgan
Katie Morgan (* 17. März 1980 in Los Angeles, Kalifornien als Sarah Lyn Carradine) ist eine US-amerikanische Pornodarstellerin.

## Karriere
Morgan begann ihre Karriere im Jahr 2001 und hat seither etwa 240 Filme gedreht. Zu den bekanntesten Filmen zählt die Science-Fiction-Parodie Space Nuts von Jonathan Morgan. 2008 hatte sie eine größere Rolle in der Komödie Zack and Miri Make a Porno von Kevin Smith, in der sie an der Seite von Seth Rogen und Elizabeth Banks zu sehen war. Dort lernte sie am Set den Produzenten Jim Jackman kennen, den sie am 9. September 2009 heiratete. Seit 2008 drehte sie auch keinen Pornofilm mehr. Ihr Rückzug wurde aber erst mit der Hochzeit mit Jackman bekannt gegeben.
Im September 2015 gab sie sieben Jahre nach ihrem Rücktritt bekannt, dass sie bei Nexxxt Level Talent unterschrieben hat und somit wieder Pornofilme dreht.

## Auszeichnungen
- 2003: AVN Award, nominiert als „Best New Starlet“[4]
- 2005: XRCO Award als „Unsung Siren“[5]
- 2009: AVN Award als „Crossover Star Of The Year“[6]
- 2009: Mr. Skin Anatomy Award als „Best Porn Star Gone Hollywood“ für Zack and Miri Make a Porno [7]
- 2013: Aufnahme in die AVN Hall of Fame[8]
- 2021: XRCO Award – Hall of Fame[9]

## Filmografie (Auswahl)
- 2002: Pussyman’s Decadent Divas 17
- 2003: Space Nuts
- 2005: Camp Cuddly Pines Powertool Massacre
- 2005: Get Luckier!
- 2005: No Man’s Land 40
- 2007: Spunk’d – The Movie
- 2008: Zack and Miri Make a Porno
- 2009: Entourage (als Katie Morgan)
- 2015: Lex’s Breast Fest 6
- 2016: Pure MILF 13
- 2018: MILF Performers of the Year 2018
- 2018: Sexting The Teacher
- 2019: Interracial MILFs 4
- 2020: Big Tit MILFs 8
- 2020: Mommy Needs Cock 16
- 2020: Drilling Mommy 11
- 2020: Mom Knows Best 17
- 2021: My Friend’s Hot Mom 92, 100
- 2021: Seduced by a Busty Cougar
- 2021: My Friend’s Sexy Mom 2
- 2021: It’s a Secretary Thing 3
- 2021: Moms Bang Teens 44
- 2021: Tonight’s Girlfriend 105
- 2022: Women Seeking Women 179